# هربرت بوخ
هربرت بوخ (بالألمانية: Herbert Bauch)‏ (مواليد 18 مايو 1957) هو ملاكم ألماني شرقي كازاخستاني، مثّل بلاده في الألعاب الأولمبية الصيفية 1980.

## روابط خارجية
هربرت بوخ على موقع بوكس ريك (الإنجليزية) (registration required)
- هربرت بوخ على موقع اللجنة الأولمبية الدولية (الإنجليزية)
- هربرت بوخ على موقع أوليمبيديا (الإنجليزية)